# Vocal gutural

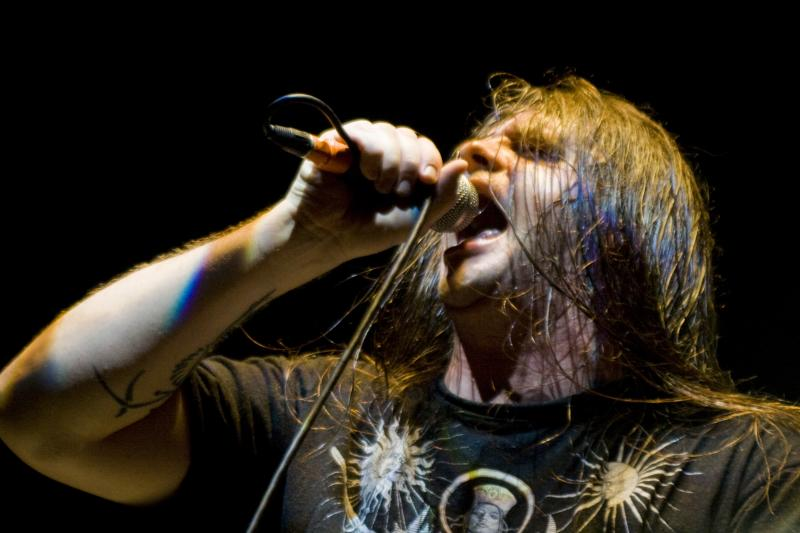
George "Corpsegrinder" Fisher, vocalista do Cannibal Corpse.

O death growl, growl ou vocal gutural, é uma técnica vocal que produz um som rouco grave e/ou profundo através de ajustes na faringe, geralmente empregada em estilos "agressivos" de música, especialmente no death metal e em outros subgêneros do metal extremo.
Essa técnica vocal é desenvolvida através de ajustes na fonte sonora, situada na faringe, envolvendo uma série de modificações em suas componentes, tais como a laringe, diafragma e outras estruturas. Ao empregar corretamente o sistema respiratório, é viável controlar a voz para produzir tonalidades profundas, roucas ou agudas durante o canto.

Os vocais guturais recebem frequentes críticas devido à sua dificuldade de compreensão sem a presença de uma letra, no entanto, eles desempenham um papel crucial no estilo abrasivo do death metal, metalcore e deathcore. Além de serem comuns no black metal, metal gótico e em algumas variações do metal sinfônico.

## História e variações
Há relatos e evidências científicas que tais práticas vocais pertencentes ao canto gutural, existem há séculos, senão milênios.[carece de fontes?] No Século X, por exemplo, o comerciante judeu árabe-espanhol Sefardi Abraham ben Jacob visitou a Dinamarca e comentou sobre a música local: "Nunca antes eu tinha ouvido canções mais feias do que as dos vikings em Slesvig. O som rosnado vindo de suas gargantas me lembra de cães uivando, só que mais indomados."
No Século XII, numa peça de moralidade alegórica "Ordo Virtutum" de Hildegarda de Bingen, o personagem que fazia o papel do Diabo não emprega exclusivamente o canto melódico, mas é executado de uma maneira que Hildegarda especifica como strepitus diaboli e que muitas vezes significa uma voz baixa e rosnante.
Em 1966 é registrado a primeira expressão desta técnica no rock, na canção "Boris the Spider", presente no segundo album de estúdio A Quick One, da banda inglesa The Who, em 1969 e início dos anos 1970, a canção "21st Century Schizoid Man", de King Crimson é notável seus vocais fortemente distorcidos cantados por Greg Lake. A música "Iron Man" do Black Sabbath e "One of These Days" do Pink Floyd contêm passagens breves de gutural, em tom baixo (em ambos os casos o estúdio manipulava o som) contra um fundo pesado de riffs de rock. Outros exemplos são gritos de Roger Waters em algumas músicas do Pink Floyd, como em Candy and a Currant Bun (1967), Careful with That Axe, Eugene (1968) e no início de Another Brick in the Wall (parte 2). Bandas de punk rock como The Clash entretanto não se parece muito com o gutural utilizado nas bandas de metal extremo de hoje.

## Origens no heavy metal
O advento do gutural como é usado hoje coincidiu aproximadamente com o surgimento gradual de death metal, e, portanto, é difícil identificar um indivíduo específico como o inventor da técnica. Vocalistas diferentes provavelmente desenvolveram o estilo ao longo do tempo. A banda Death (e seus precursores), com dois vocalistas - inicialmente Kam Lee e, posteriormente, Chuck Schuldiner - têm sido citados como os primeiros (embora Schuldiner acabaria por mudar para um estridente mais agudo). O Possessed também é considerado por alguns como uma das primeiras bandas a empregar o gutural, como Necrophagia e o Master. Na mesma época, bandas como HellHammer, com o Tom G. Os vocalistas da banda de grindcore inglesa Napalm Death desenvolveram o estilo no final de 1980, acrescentando mais agressão e mais elementos guturais ao estilo, além de acelerar as letras. Outra cantor que aprofundou sua voz para o gutural usado hoje no Death metal e no Grindcore foi Chris Barnes, vocalista original do Cannibal Corpse, no documentário biográfico da banda, ele afirma que ele queria cantar tão alto como Rob Halford, mas sua voz era muito baixa para isso. Então ele começou a tentar misturá-lo com os outros instrumentos, chegando com uma voz sombria e muito baixo e o gutural tornou-se sua assinatura.

## Técnica
O gutural pode ser obtido com efeitos de voz diferentes, mas os efeitos são normalmente utilizados para aumentar, em vez de criar, e são raramente usados. Professores ensinam técnicas de voz diferentes, mas o uso a longo prazo ainda vai levar a sua portagem - estas técnicas destinam-se a reduzir em vez de eliminar o mal.

### Tipos de vocal gutural
- Fry/False Chord/Screaming: Técnica vocal utilizada para gritar. É comumente utilizada no metalcore e nas formas mais caóticas do emocore e post-hardcore. Ela ocorre quando se conduz ar para o diafragma e aumentando o tom de voz através do fecho das cordas vocais. Algumas bandas que utilizam essa técnica: Bullet for My Valentine, Trivium, Underoath, Asking Alexandria, Alesana, Blessthefall, The Devil Wears Prada, A Skylit Drive, Attack Attack!, Silverstein, Atreyu, Hopes Die Last, Escape the Fate, entre outras.
- Death growls: Técnica vocal que produz um grito sujo, rasgado e brutal. É comumente utilizada no death metal, porém, algumas vezes também é utilizada no metalcore e deathcore. Algumas bandas que utilizam essa técnica: Opeth, Cannibal Corpse, Dimmu Borgir, Death, entre outras.
- Pig Squeal: É uma técnica de voz gutural, semelhante ao guincho de um porco. Este estilo é aplicado pelo Growl, com a diferença que o guincho do porco está posicionando nos confins da língua entre os dentes superiores, fazendo um som agudo com o mesmo som rasgado. Essa tática é usada principalmente nas bandas de goregrind, bandas de grindcore, e ocasionalmente no deathcore com bandas como Chelsea Grin e Despised Icon.

Além destas mais comuns, há o Inward Screaming que é produzido com os gritos que inalam o ar. Todas as técnicas envolvem altos gritos e baixos, os alevinos estão mais concentrados na alta e baixa resistência, mas com pouca profundidade. Em contraste, o acorde death/false centra-se na brutalidade de som grave.
Embora não seja tão popular, a divulgação deste tipo de voz entre as mulheres ou grupos em que a cantora usa esta técnica e é reconhecida em bandas como Arch Enemy com a primeira vocalista Angela Gossow e a atual vocalista Alissa White-Gluz, The Agonist com a vocalista Vicky Psarakis.

## Problemas nas cordas vocais
Em junho de 2007, o Centro Médico Nijmegen da Universidade Radboud, na Holanda, relatou que, devido ao aumento da popularidade do vocal gutural na região, vários pacientes que usaram a técnica de forma inadequada estavam sendo tratados com sintomas de edema e pólipos nas pregas vocais.